# Rapana venosa
Rapana venosa es un gasterópodo de la familia Muricidae de origen asiático y exitoso organismo invasor, integrante del género Rapana. La elevada capacidad de invasión de este caracol, sumada a sus hábitos tróficos (preda sobre cualquier bivalvo) lo tornan una grave amenaza potencial de los recursos malacológicos de las aguas marinas de gran parte del mundo, causando además de serios daños ecológicos, el colapso de las pesquerías de ostras, mejillones y almejas, con las consecuencias socioeconómicas que esto conlleva.

## Taxonomía
Esta especie fue descrita originalmente en el año 1846 por el zoólogo francés Achille Valenciennes, con el nombre científico de Purpura venosa.

## Costumbres
Hábitos tróficos
Es una especie problemática dado sus hábitos alimenticios, al ser un depredador de bivalvos, muchos de los cuales de interés socioeconómico y/o pesquero. En zonas invadidas, tanto los ejemplares adultos como los juveniles de esta especie consumen alguna especie de bivalvos. De cada ejemplar atacado apenas restarán las valvas articuladas; en los casos de conchas no muy gruesas se observan roturas en sus márgenes o bordes o marcas muy características en sus bordes. Adicionalmente, en el Río de la Plata (Uruguay) se ha registrado su presencia sobre juveniles de tortuga verde (Chelonia mydas), pero también su presencia como item alimentico en contenidos estomacales de la tortuga cabezona (Caretta caretta) y el elasmobranquio Mustelus schmitti.
Reproducción
Sustenta la potencialidad de su invasión mediante la migración directa de adultos y juveniles, además de mantener una elevada presión de dispersión hacia zonas adyacentes empleando a sus propágulos. Este caracol se caracteriza por presentar una elevada fertilidad y un rápido crecimiento y desarrollo larval, de solo 14 a 80 días.
Para que se produzcan eventos reproductivos, el rango de temperaturas del agua de fondo debe situarse entre los 13 y 26 °C. Mientras la temperatura se mantiene entre esos límites, las hembras constantemente depositarán cápsulas de huevos, las que se agrupan en masas adheridas a superficies duras, como plásticos rocas, basura, valvas de gasterópodos etc.

## Distribución original y el proceso de su invasión
La región biogeográfica de la cual es originaria es el oriente de Asia, desde el mar del Japón, el mar Amarillo, el mar de Bohai y el mar de China hasta Taiwán. Desde allí logró invadir numerosos sistemas marinos alrededor del mundo. En el año 1947 fue reportada del mar Negro, en 1971 del mar Adriático, en 1986 del mar Egeo, en 1990 del mar de Azov. Hasta allí sus poblaciones alóctonas estaban confinadas al mar Mediterráneo y mares relacionados. En 1998 se la señaló por primera vez en la margen occidental del océano Atlántico, en la bahía de Chesapeake (Estados Unidos) (1998); en el mismo año alcanzó el Hemisferio sur en Sudamérica, al ser citada del estuario del Río de la Plata.
También en esas fechas logró conquistar costas europeas fueras del Mediterráneo, al ser reportada de la bahía de Quiberon, en la región de Bretaña (Francia). Finalmente en el año 2005 se la encontró en el mar del Norte.

### En Sudamérica
El foco original se detectó en la bahía de Samborombón zona sur del área estuarial del Río de la Plata.
Desde allí, y gracias a su notable capacidad adaptativa para prosperar en zonas con amplias variaciones ambientales, logró establecerse en todos los fondos fangosos de las franjas mixohalinas submareales. En la región encontró condiciones ideales para su veloz desenvolvimiento: abundancia de presas sin una adaptación especial para evitar sus ataques, la ausencia de algún depredador directo que lo limitase (aunque ver arriba) o de competidores en su nicho ecológico, y el poseer naturalmente una estrategia reproductiva muy activa en primavera y verano que facilita su agresiva dispersión afectando a los bivalvos nativos de otras comunidades bentónicas.

### Métodos de control
Una vez que este caracol logra asentarse en una nueva zona es virtualmente imposible eliminar el foco.
Se han propuesto diferentes métodos de control para paliar sus daños, disminuyendo su población. Una posibilidad es su aprovechamiento comercial por pescadores artesanales locales los que podrían colectarlos utilizando trampas para gasterópodos, empleando como carnada a bivalvos vivos. En Uruguay, se ha sugerido la posibilidad de su extracción artesanal mediante buceo autónomo, proporcionando un incentivo para la explotación de este gasterópodo, generando al mismo tiempo efectos socioeconómicos, tecnológicos y ecológicos positivos. Esta actividad podría generar nuevos productos de alto valor
y tecnologías de procesamiento asociadas, contribuyendo a conservar las poblaciones de mejillón local a través de la disminución de la presión extractiva sobre este importante recurso. Otra técnica posible es la captura mediante redes de arrastre de fondo en las zonas fangosas, pero este arte de captura tiene la desventaja de perturbar el ecosistema del fondo acuático.